# Первая леди Украины
Первая леди Украины (укр. Перша пані України, также Перша леді України) — неофициальный титул супруги президента Украины.

## Списокпервых ледиУкраины
| № | Портрет | Имя                                         | Годы жизни      | Год регистрации брака | Период                  | Президент          |
| - | ------- | ------------------------------------------- | --------------- | --------------------- | ----------------------- | ------------------ |
| 1 |         | Антонина Кравчук (урождённая Мишура)        | род. 03.11.1935 | 1957                  | 5.10.1991 – 19.07.1994  | Леонид Кравчук     |
| 2 |         | Людмила Кучма (урождённая Талалаева)        | род. 19.06.1940 | 1967                  | 19.07.1994 – 23.01.2005 | Леонид Кучма       |
| 3 |         | Екатерина Ющенко (урождённая Чумаченко)     | род. 01.09.1961 | 1998                  | 23.01.2005 – 25.02.2010 | Виктор Ющенко      |
| 4 |         | Людмила Янукович (урождённая Настенко)      | род. 09.10.1949 | 1971                  | 25.02.2010 – 22.02.2014 | Виктор Янукович    |
| - |         | Анна Турчинова (урождённая Белиба)          | род. 01.04.1970 | 1991                  | 23.02.2014 – 07.06.2014 | Александр Турчинов |
| 5 |         | Марина Порошенко (урождённая Переведенцева) | род. 01.02.1962 | 1985                  | 07.06.2014 – 20.05.2019 | Пётр Порошенко     |
| 6 |         | Елена Зеленская (урождённая Кияшко)         | род. 06.02.1978 | 2003                  | c 20.05.2019            | Владимир Зеленский |